# パワー・ステーション (バンド)
パワー・ステーション（The Power Station）は、1984年に結成されたイギリスのロックバンド。バンド名は彼らがアルバムのレコーディングで使用したザ・パワー・ステーション・スタジオに由来する。

## 概要
デュラン・デュランのアンディ・テイラーとジョン・テイラーが、デュラン・デュラン結成当初の音楽コンセプト「シック×セックス・ピストルズ×ハードロック」を具現化すべく、シックのトニー・トンプソンに声をかけてバンド、"ビッグ・ブラザー"を結成。当初は曲ごとにボーカリストを変える予定で実際、ビリー・アイドルやミック・ジャガーなどが候補に挙げられたが、アンディが好きだったロバート・パーマーに1曲歌ってもらったところ、思いのほかバンドにフィットしたことから、ボーカルをロバート・パーマーに固定し、バンド名もレコーディングに使用したスタジオの名前から"ザ・パワー・ステーション"とした。ファースト・アルバム収録曲の「Harvest For The World」（アイズレー・ブラザーズのカバー）では、ロバートとアンディのボーカルが交互に聴ける。ソロではアメリカでの成功に恵まれなかったロバートは、パワー・ステーションの成功に引き続いてソロ・アルバムの制作を優先し、ツアー参加は固辞した。やむなく代役として元シルヴァーヘッドのマイケル・デ・バレスを起用してツアーを行い、1985年のライブエイドにも参加した。この日、ジョン・テイラーとアンディ・テイラーはデュラン・デュランでも演奏した。
1995年に再結成した。ジョンは曲作りには参加したが抱えていた個人的な問題のためにレコーディングには参加せず、ベーシストは1枚目のアルバム時にプロデュースを担当したシックのバーナード・エドワーズだった。来日公演は12月に行われたが、バーナード・エドワーズは同年4月のシックの来日公演時に死去しており参加していない。
なお、ロバート・パーマーとトニー・トンプソンは2003年にそれぞれ他界している。

## メンバー
オリジナル・メンバー
- ロバート・パーマー (Robert Palmer) - リード・ボーカル (1984年–1985年、1995年–1997年) ※2003年死去
- アンディ・テイラー (Andy Taylor) - ギター (1984年–1985年、1995年–1997年)
- ジョン・テイラー (John Taylor) - ベース (1984年–1985年、1995年)
- トニー・トンプソン (Tony Thompson) - ドラム (1984年–1985年、1995年–1997年) ※2003年死去

その他のメンバー
- マイケル・デ・バレス (Michael Des Barres) - リード・ボーカル (1985年) ※ツアーと『コマンドー』主題歌のみ参加
- バーナード・エドワーズ (Bernard Edwards) - ベース (1995年–1996年) ※1996年死去

ツアー・ミュージシャン
- ガイ・プラット (Guy Pratt) - ベース (1996年)
- マニー・ヤーネス (Manny Yanes) - ベース (1996年–1997年)
- ルーク・モーリー (Luke Morley) - ギター (1996年–1997年)

## ディスコグラフィ

### アルバム
- 『ザ・パワー・ステーション』 - The Power Station (1985年) ※全英12位・全米6位
- 『リヴィング・イン・フィア』 -  Living In Fear (1996年)
- 『ザ・パワー・ステーション』 (CD+DVD) -  The Power Station 20th Anniversary (2005年)

ファースト・アルバムにアレンジ・バージョン、マイケル・デ・バレスが歌うアーノルド・シュワルツェネッガー主演映画『コマンドー』の主題歌「Someday, Somehow, Someone's Gotta Pay」(映画での曲名は「We Fight For Love」) の初CD化音源などを加えたデジタル・リマスター・アルバム。

### シングル
- 「サム・ライク・イット・ホット」 - "Some Like It Hot" (1985年3月) ※全英14位・全米6位
- 「ゲット・イット・オン」 - "Get It On (Bang A Gong)" (1985年5月) ※全英22位・全米9位

T・レックスのカヴァー曲。このヴァージョンがホンダ・エディックスのCMに使われた 　
- "Communication" (1985年11月) ※全英75位・全米34位
- 「シー・キャン・ロック・イット」 - "She Can Rock It" (1996年10月) ※全英63位